# Eupsilia tripunctata
Eupsilia tripunctata là một loài bướm đêm trong họ Noctuidae.